# Wuchereria bancrofti
A Wuchereria bancrofti é um nematoide do grupo dos Filarídeos, os quais tem como habitat o sistema circulatório e linfático do seu hospedeiro.
Os adultos machos e fêmeas se localizam nos grandes troncos e vasos linfáticos, tais como os axilares, inguinais, pélvicos e abdominais, formando novelos que geram embaraço na circulação de drenagem linfática.
Os adultos são vermes alongados, de cutícula lisa, com esôfago muscular e glandular. Os machos medem por volta de 4 cm, possuem papilas sensoriais anteriores pedunculadas e parte posterior recurvada ventralmente; as fêmeas, de 8–10 cm, possuem útero simples, com vulva anterior.

## Ciclo Biológico
A reprodução sexuada produz ovos com características peculiares: a casca é bastante delgada e complacente, formando uma bainha, permitindo que o embrião tome forma alongada e tenha movimentação própria. Esse embrião móvel é chamado de microfilária.
Durante a noite as microfilárias migram da circulação linfática para a circulação sanguínea periférica, onde podem ser ingeridas por mosquitos hematófagos do gênero Culex, que farão a vetoração do helminto. Portanto a Wuchereria bancrofti, ao necessitar de um vetor, além do hospedeiro definitivo vertebrado, é um parasita do tipo heteroxeno.
As microfilárias ao chegarem ao tubo digestivo do vetor, perdem a bainha e libertam a larva de primeiro estádio (L1). Essa larva atravessa a parede digestiva do vetor e migra para os músculos torácicos, permanecendo aí entre 7-10 dias; evolui para larva de segundo estádio (L2), permanecendo mais 10-15 dias, findo os quais passa a L3, que abandona a musculatura e se dirige para a probóscide do mosquito Culex.
Wuchereria bancrofti, se aloja nos vasos linfáticos, causando linfedema - Filariose ou Elefantíase.